# 31439 Mieyamanaka
31439 Mieyamanaka este un asteroid din centura principală de asteroizi.

## Descriere
31439 Mieyamanaka este un asteroid din centura principală de asteroizi. A fost descoperit pe 18 ianuarie 1999 la Socorro, New Mexico, în cadrul proiectului LINEAR. Asteroidul prezintă o orbită caracterizată de o semiaxă mare de 2,31 ua, o excentricitate de 0,16 și o înclinație de 5,4° în raport cu ecliptica.